# Facit T1
Facit T1 är en skrivmaskin som formgavs av Sigvard Bernadotte och Acton Bjørn och lanserades av Facit AB år 1957. Facit T1 var världens första skrivmaskin med tabulatorminne.

## Historia
Företaget och varumärket Facit ägdes vid tidpunkten för lanseringen av Åtvidabergs industrier. Både Åtvidabergs industrier och Facit var sedan flera år etablerade varumärken på marknaden för kontorsprodukter med sina möbler och räknemaskiner inklusive skrivmaskinen Halda.
År 1957 gjordes en satsning på skrivmaskiner under Facits varumärke. Sigvard Bernadotte hade tidigare varit engagerad i formgivning av flera av Facits räknemaskiner. Han fick tillsammans med kollegan Acton Bjørn uppdraget att formge nya skrivmaskinen Facit T1.
Produkten marknadsfördes med rubriken ”Ja, det är en Facit” eftersom de flesta ännu förknippade Facit med kalkylmaskiner. Facit T1 togs redan från början fram för samma världsmarknad som räknemaskinerna. Även begreppet ”systermaskin” till Facits kalkylmaskiner förekom.
Bland de nya finesserna var ett så kallat tabulatorminne vilket produkten var först i världen med att lansera. Minnet var mekaniskt och hade 20 stopp. Övriga produktfördelar som framhölls var svenskt stål, större skrivbredd, bredspårig vagn, ljudabsorberande bottenplatta, olika valsbredder samt den goda formgivningen av en internationellt känd designer.
Facit T1 var väl representerad bland deltagarna på svenska mästerskapen i maskinskrivning som arrangerades av Dagens Nyheter.